# Scorpio Sound
Scorpio Sound (initialement nommé Scorpio Studios puis Scorpio Sound Studios) était un studio d'enregistrement situé à Londres (Royaume-Uni) ouvert en 1972 et fermé en 1984. Il était situé dans au rez-de-chaussée de l'Euston Tower, dans le borough de Camden.

## Histoire
Le studio a été actif entre 1972 et 1984. Parmi les producteurs et ingénieurs du son qui travaillaient dans les studios, on retrouve Ray Hendriksen, Pete Hoskins et Dennis Weinreich. Pete Hoskins est à la direction du studio à partir de 1977. En 1984, le studio est vendu et réutilisé par Capital Radio (en), une station de radio londonienne qui détenait déjà des locaux à l'étage supérieur. Le studio est reconverti dans l'enregistrement de groupes, la diffusion d'émissions en direct, et l'enregistrement d'émissions politiques.
Parmi les groupes les plus célèbres à avoir enregistré aux Scorpio Studios, Queen y a enregistré des parties de l'album A Night At The Opera, et notamment la partie chantée de la chanson "Bohemian Rhapsody".

## Enregistrements

### Années 1970
- Supertramp - Crime of the Century (certaines chansons, 1974)[4]
- The Who - Odds & Sods (mastering, 1974)[5]
- Queen - A Night at the Opera (chant sur Bohemian Rhapsody, 1975)[3]
- Mick Ronson - Play Don't Worry (certaines chansons, mixage final, 1975)[6]
- Streetwalkers - Downtown Flyers (1975)[7]
- East of Eden - Here We Go Again... (certaines chansons, 1976)[8]
- Streetwalkers - Red Card (en) (1976)[9]
- Neil Diamond - I'm Glad You're Here With Me Tonight (en) (certaines chansons, 1977)[10]
- Jeff Beck & The Jan Hammer Group - Jeff Beck With The Jan Hammer Group Live (1977)[11]
- Gentle Giant - The Missing Piece (mixage final, 1977)[12]
- Streetwalkers - Vicious But Fair (enregistrement des chansons, 1977)[13]
- Ginger Baker & Friends - Eleven Sides Of Baker (mixage final, 1977)[14]
- Linda Lewis - Woman Overboard (en) (certaines chansons, 1977)[15]
- Duncan Browne - The Wild Places (1978)[16]
- Gentle Giant - Giant for a Day (certaines chansons, mixage final, 1978)[17]
- The Walker Brothers - Nite Flights (en) (1978)[18]
- Electric Sun - Earthquake (certaines chansons, 1979)[19]
- Trust - Trust (enregistrement et mixage, 1979)[20]
- Annette Peacock - The Perfect Release (en) (certaines chansons, 1979)[21]
- Chris Rainbow - White Trails (1979)[22]
- Saint-Preux - Atlantis (mixage, 1979)[23]
- Dick Morrissey & Jim Mullen (en) - Cape Wrath (certaines chansons, 1979)[24]
- Duncan Browne - Streets of Fire (enregistrement et mixage, 1979)[25]

### Années 1980
- Colin Newman - A–Z (en) (enregistrement, 1980)[26]
- Zaine Griff (en) - Ashes and Diamonds (certaines chansons, 1980)[27]
- Jean-Patrick Capdevielle - /2 (enregistrement, 1980)[28]
- Fischer-Z - Red Skies over Paradise (en) (mixage, 1981)[29]
- Colin Newman - Provisionally Entitled the Singing Fish (en) (1981)[30]
- UFO - Mechanix (certaines chansons, 1982)[31]
- Morrissey–Mullen (en) - Life on the Wire (en) (1982)[32]
- Colin Newman - Not To (1982)[33]
- Speed Queen - Speed Queen (mixage, 1982)[34]
- Jean-Patrick Capdevielle - L'Ennemi public (mixage, 1982)[35]
- Hanoi Rocks - Back to Mystery City (mixage, 1983)[36]
- Snowy White - White Flames (en) (mixage, 1983)[37]